# Paris-Châteauroux
Paris-Châteauroux est une course cycliste française, de 260 kilomètres environ, disputée de 1909 à 1934 entre la capitale française et Châteauroux dans le département de l'Indre.
En 1914, « elle est organisée par le Vélo Club de Levallois », alors sous la présidence de Paul Ruinart, et « avec le concours de l'Auto-Vélo-Club de Châteauroux (AVCC) ».

## Palmarès
| Année | Vainqueur        | Deuxième        | Troisième       |
| ----- | ---------------- | --------------- | --------------- |
| 1909  | Marcel Godivier  | Louis Fèvre     | René Derche     |
| 1914  | Frank Henry      | Charles Juseret | René Pichon     |
| 1928  | Romain Bellenger | Roger Bisseron  | Pierre Magne    |
| 1933  | Raymond Horner   | René Debenne    | Amédée Fournier |
| 1934  | René Bernard     | Albert Gabard   | Raymond Horner  |